# キルトルフ
キルトルフ (ドイツ語: Kirtorf) は、ドイツ連邦共和国ヘッセン州フォーゲルスベルク郡北部の市である。ドイツ・メルヘン街道がこの街を通っている。

## 地理

### 位置
この街は、ラーン川支流オーム川のさらに支流であるグレーン川沿い、ネルトリッヒェ・フォーゲルスベルク＝フォアラントに位置する。北の高地に位置するアインスハイン、グライメンハイン、ヴァーレンといった地区はライン＝ヴェーザー分水界に直接面しており、市域を流れる川の一部はアントリフト川やヴィーラ川を経由してシュヴァルム川（エーダー川支流）に注ぐ。

### 気候
年間降水量は 707 mm である。これはドイツの降水量としては、多くも少なくもない中間域に含まれる。ドイツの測候所の 42 % がこれよりも少ない測定値を観測している。最も乾燥する月は 2月、降水が最も多いのは 5月である。5月には 2月の約 1.6 倍の降水量がある。しかしこの降水量の変動は小さい方で年間を通してほぼ均一の降水と言える。これよりも変化の小さな測候所は、全体の 7 % だけである。

### 隣接する市町村
キルトルフは、北はノイシュタット (ヘッセン)（マールブルク＝ビーデンコプフ郡）、東はアントリフトタールおよびアルスフェルト、南東はロムロート、南はゲミュンデン (フェルダ)、西はホムベルク (オーム)（以上いずれもフォーゲルスベルク郡）およびシュタットアレンドルフ（マールブルク＝ビーデンコプフ郡）と境を接している。

### 市の構成
本市は、首邑のキルトルフ市区の他、アルンスハイン、グライメンハイン、ハイマーツハウゼン、レールバッハ、オーバー＝グレーン、ヴァーレンの各市区からなる。

## 歴史
917年の史料に、フルダ修道院長ハイコ・フォン・フルダがグラマン某と所領を交換したことが記録されており、その所領に "Glene, ubi ecclesia aedificata est" 「Glene、教会が建てられている」という記述が含まれている。この Glene はこの村のことであると考えられている。キルトルフはグレーネ地域のゼント裁判所所在地であったことから、その教会は周辺集落のものよりも古いはずであり、Kirtorf = Kirchdorf（教会の村）と解釈されるからである。しかし、最終的な結論は得られておらず、このためニーダークライン（シュタットアレンドルフ市内）の郷土史家はこの記述を自分の村に関するものであると主張している。
レールバッハ地区の近くには、12世紀に建てられたレールバッハ城の城趾が遺されている。

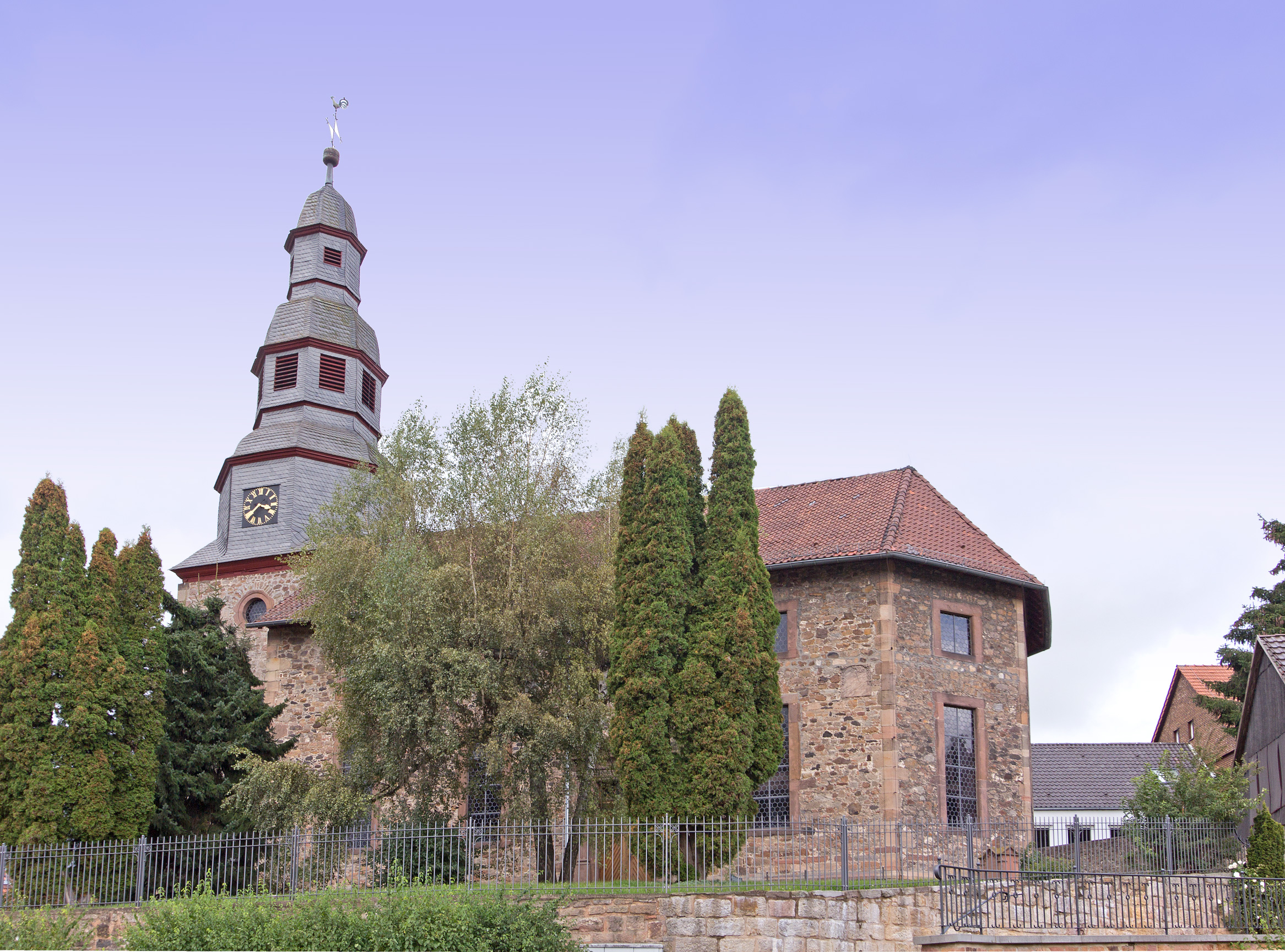
キルトルフの市教会

この集落は、1205年からフルダ修道院領に属した。1323年の文献によれば、ツィーゲンハイン伯がキルトルフの小作人を治めていた。この教会区には約 40 の集落が属していた。ツィーゲンハイン伯が断絶した後、キルトルフは 1450年にヘッセン方伯領となった。ただし、キルトルフ以外の村落は方伯が単独で司法権を有したわけではなく、シェンク男爵との共同という形を採っていた。都市権は、1489年に授与された。1725年4月1日に街のほぼ全域が火災により焼失した。市庁舎（1559年）だけは無傷で残った。この建物は18世紀末に取り壊され、現在の地庁舎は、梁の銘文によれば、1791年にその主要部分が建設された。キルトルフの教会は火災後に新築され、1731年に完成した。キルトルフはヘッセン大公国では、アムト・ロムロートに属し、1821年からラントラーツベツィルク・キルトルフ、1832年からアルスフェルト郡にその所属を変えた。
1846年の人口調査によれば、キルトルフの人口は 1,232人であった。2007年の調査では、合併後の市域全体では 3,532人、キルトルフ地区だけで 1,417人であった。
近年、キルトルフはネオナチズム運動で有名になり、さらには、ナチ運動の連邦レベルでの中心都市と評判されている。この街で行われたネオナチ・パレードのいくつかは行政当局によって禁止された。現在、町の入口の標識には以下の文言が掲げられている "Kirtorf ist bunt – Rechtsextremismus Nein Danke" （キルトルフは多様性の町です − だが極右思想はお断りです）。

### 市町村合併
既述の市区は、1971年および1972年の市町村再編に伴い合併した。

## 行政

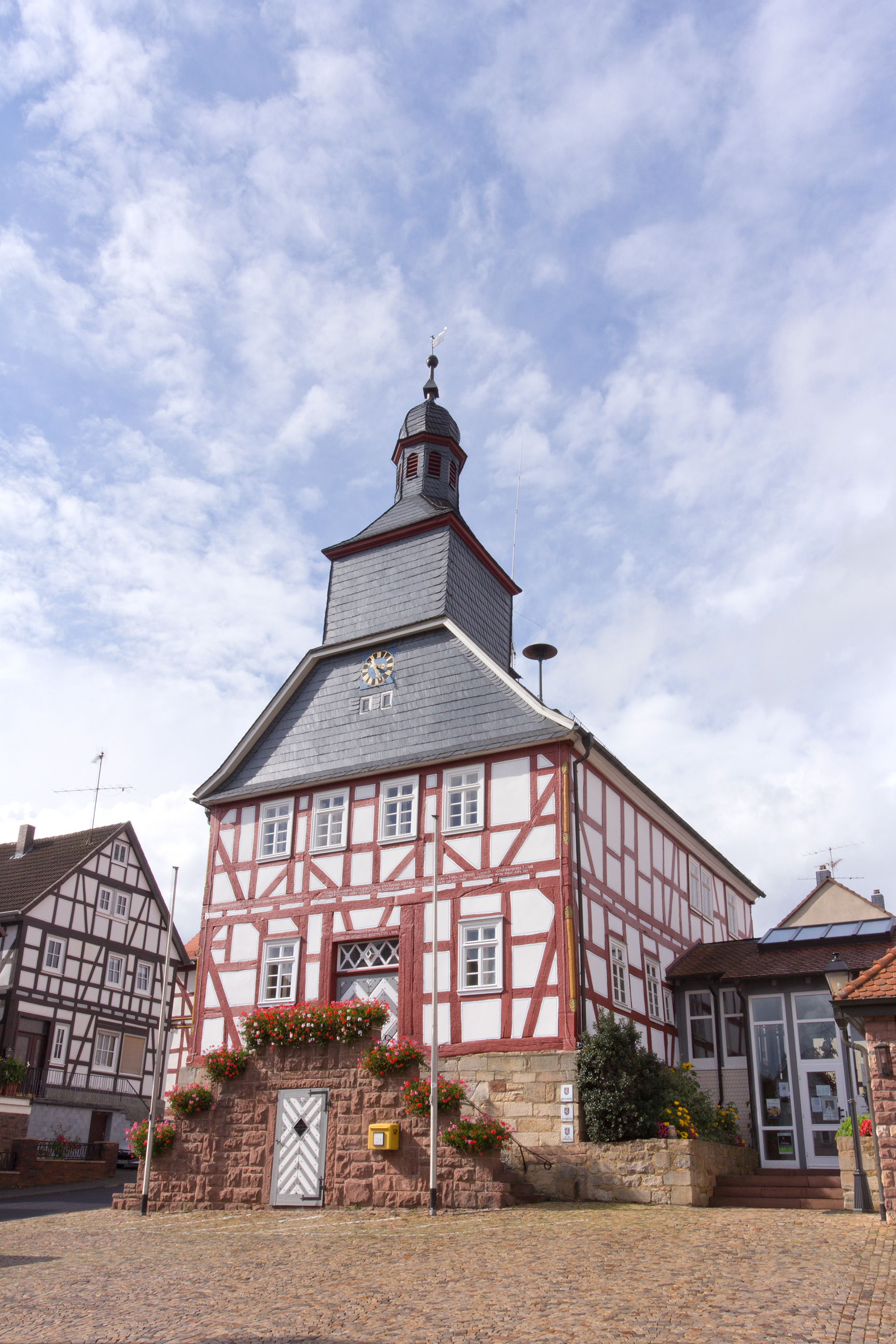
キルトルフの市庁舎

### 議会
キルトルフの市議会は、23議席からなる。

### 姉妹都市
- キルプ（オーストリア、ニーダーエスターライヒ州）1983年

## 文化と見所

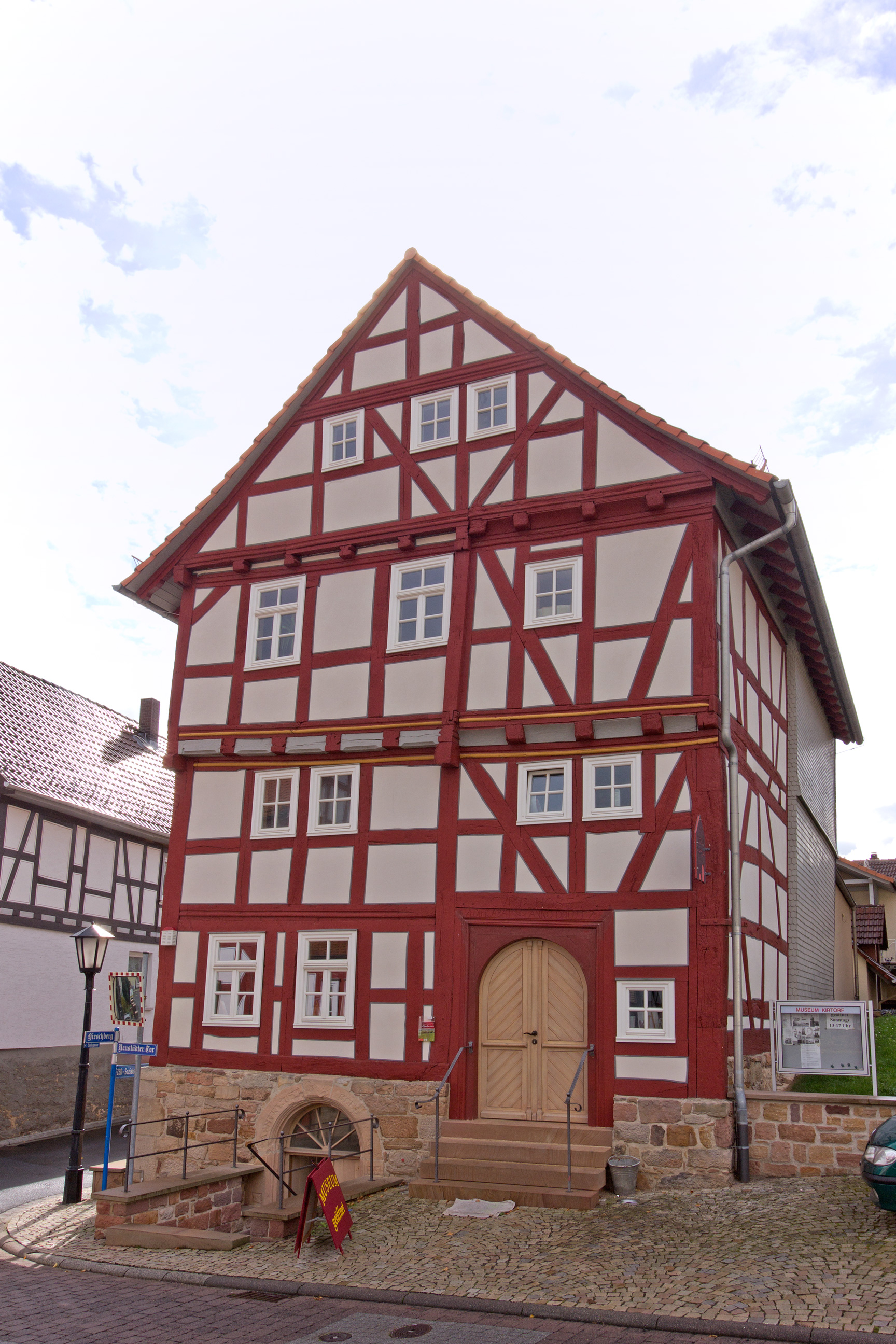
キルトルフ博物館

### 美術館・博物館
- キルトルフ博物館[3]
- ギャラリー「クンスト・イム・クーシュタル」（直訳すると「牛小屋の芸術」）

### 建造物
- 市庁舎とマルクト広場
- キルトルフの市教会
- 市庁舎近くの博物館
- キルトルフのドクトールハウス
- キルトルフ近郊のタール精製所
- レールバッハ城趾
- レールバッハの、古い水車が遺るシュミットホーフ城
- レールバッハのキルシュ橋（1541年建造）
- レールバッハ近郊のフォルカーツハイン教会跡。ボニファティウスの時代の教会跡。この教会は、ボニファティウスとは異なり、教皇から独立して宣教活動を行ったアイルランド＝スコットランド系修道士によって建設された。
- グライメンハイン近郊のネレンブルク城趾
- オーバー＝グレーンの教会
- キルトルフの浴場

## 経済と社会資本

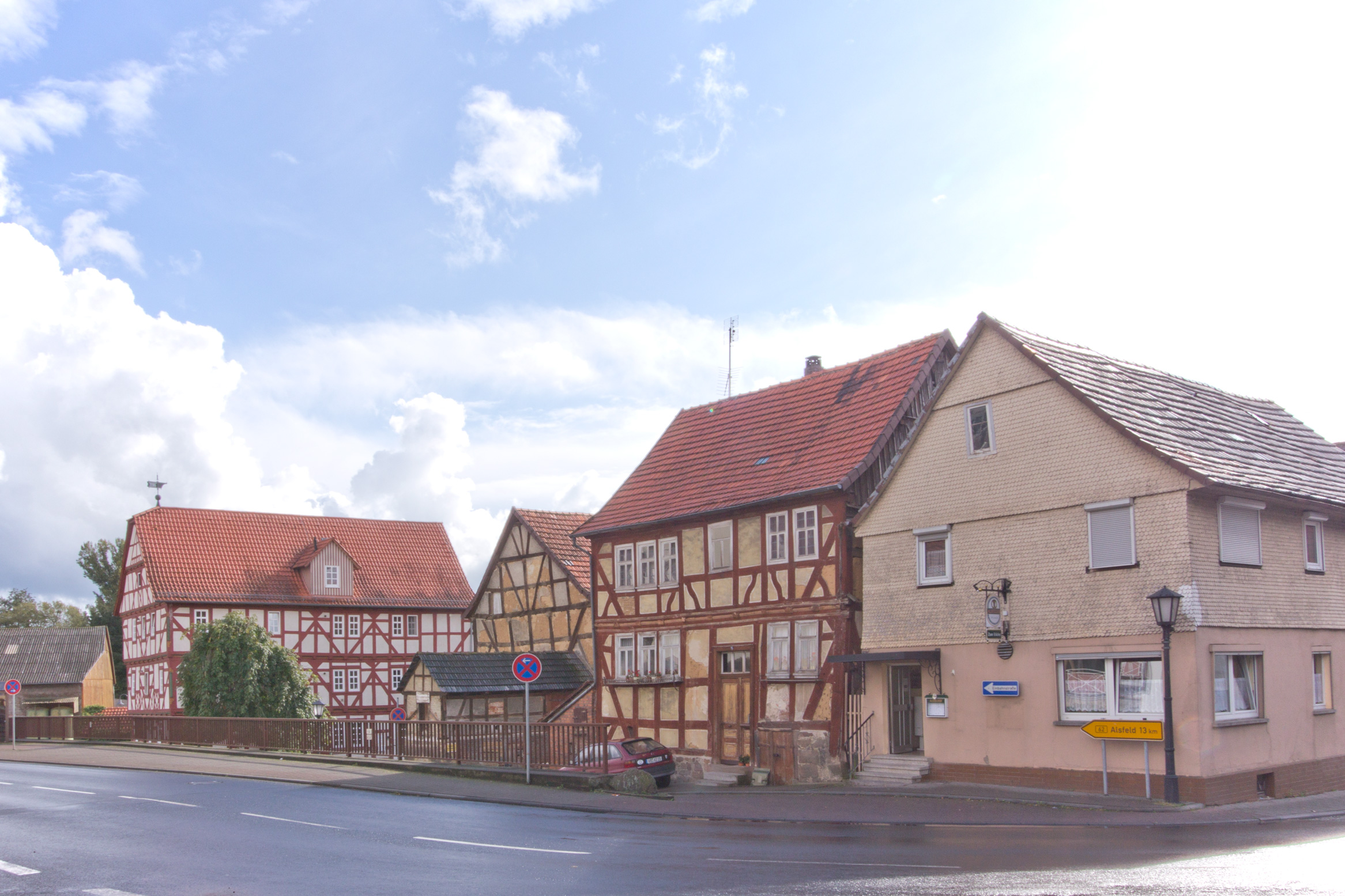
連邦道B62号線沿いの木組み建築

### 交通
市内を連邦道 B62号線が通っている。アウトバーンに直接接続するインターチェンジはない。

### エネルギー
キルトルフには、4 基の風力発電機を備えたヴィントパークがある。発電機は、定格電力 1000 kW の Typ DeWind D6 である。塔の高さは 68.5 m、羽根の直径は 62 m で、2001年に稼働を開始した。さらに 3 基の同様の発電機が境を接するホムベルク (オーム)市内エルベンハウゼン地区に設けられている。この施設のうち、1 基（D60077、50°45'40" N 9°5'36.6" E) は、2011年6月18日に倒壊した。